# Android Froyo
Android Froyo (versione 2.2) è il sesto aggiornamento di Android ed è un nome in codice del sistema operativo mobile Android sviluppato da Google, con le versioni che partono dalla 2.2 alla 2.2.3. Queste versioni non sono più supportate. Venne presentato il 20 maggio 2010 durante la conferenza Google I/O 2010.
Uno dei cambiamenti più importanti nella versione di Froyo era il tethering USB e la funzionalità hotspot Wi-Fi. Altre modifiche includono il supporto per il servizio Android Cloud to Device Messaging (C2DM), che consente notifiche push, ulteriori miglioramenti della velocità delle applicazioni, implementati tramite la compilazione JIT e visualizzati all'interno delle applicazioni come banner top-of-the-screen.

## Funzioni
Le nuove funzionalità introdotte da Froyo includono quanto segue:
- Velocità, memoria e ottimizzazioni delle prestazioni.[4]
- Ulteriori miglioramenti della velocità delle applicazioni, implementati tramite la compilazione JIT[3]
- Integrazione del motore JavaScript V8 di Chrome nell'applicazione Browser.
- Supporto per il servizio Android Cloud to Device Messaging (C2DM), che abilita le notifiche push.
- Supporto Microsoft Exchange migliorato, inclusi criteri di sicurezza, individuazione automatica, ricerca GAL, sincronizzazione calendario e cancellazione remota.
- Migliorato il launcher di applicazioni con scorciatoie per le applicazioni Phone e Browser.
- Funzionalità di tethering USB e hotspot Wi-Fi.[2]
- Opzione per disabilitare l'accesso ai dati tramite rete mobile.
- Applicazione Market aggiornata con funzionalità di aggiornamento automatico e batch.
- Passaggio rapido tra più lingue della tastiera e i loro dizionari.
- Supporto per docking station per auto e scrivania Bluetooth.
- Supporto per password numeriche e alfanumeriche.
- Supporto per i campi di caricamento file nell'applicazione Browser.[5]
- Il browser ora mostra tutti i fotogrammi di GIF animate invece del solo fotogramma.
- Supporto per l'installazione di applicazioni nella memoria espandibile.
- Supporto ad Adobe Flash,[6] rimosso successivamente nella 2.2.3
- Supporto per display PPI alti (fino a 320 ppi), ad esempio schermo 720p da quattro pollici.[7]
- Introdotto l'estensione del file .asec.
- Galleria consente agli utenti di visualizzare le pile di immagini utilizzando un gesto di zoom.
- Aggiunto interrupt JavaScript sotto forma di VB 4, successivamente rimosso in 2.2.3